# Karen Kwiatkowski

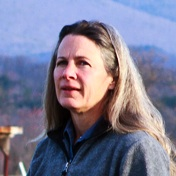
Karen Kwiatkowski, 2011

Karen U. Kwiatkowski (* 24. September 1960, geborene K. U. Unger) ist eine US-amerikanische Autorin und ein ehemaliger weiblicher Berufsoffizier der U.S. Air Force. Mit ihrem Namen verbunden wird ihr Wirken im Jahr 2003 als Whistleblowerin, die einige Hintergründe zum Beginn des Irakkrieges (März bis Mai 2003) in der Bush-Administration bekannt machte und Geheimdienstarbeit kritisierte.
Ihre Enthüllungen wurden auch vom ehemaligen Chef der CIA-Antiterrorabteilung, Vincent Cannistraro, bestätigt.

## Leben
Sie diente bis 2003 ca. 20 Jahre in verschiedenen Verwendungen. Ihr letzter militärischer Rang war der eines Lt. Colonel.
2012 kandidierte sie erfolglos um die Nominierung als Kandidatin der Republikaner für einen Sitz im US-Repräsentantenhaus.
2018 erhielt sie den Sam Adams Award.

## Werke
Neben einer Vielzahl von Zeitschriftenartikeln publizierte sie:
- African Crisis Response Initiative (ACRI) past, present, and future? Peacekeeping Institute, Center for Strategic Leadership, U.S. Army War College, 2000.
- Expeditionary Air Operations in Africa: Challenges and Solutions. Air University Press, 2001. ISBN 978-1-58566-100-8.
- Assessing the Official 9/11 Conspiracy Theory. In: David Ray Griffin, Peter Dale Scott: 9/11 and American Empire: Intellectuals Speak Out, Vol. 1. Olive Branch Press, 2006. ISBN 978-1-56656-659-9.